# Костырь, Николай Трофимович
Николай Трофимович Костырь (1818—1853) — доктор славянской филологии, профессор Киевского университетов и Харьковского университетов.

## Биография
Родился в 1818 году, в местечке Чернятине Махновского уезда Киевской губернии; сын дворянина Полтавской губернии.
Среднее образование начал получать в Харьковской губернской гимназии и окончил в 1835 году в Киевской первой гимназии. В том же поступил на 1-е историко-филологическое отделение философского факультета Киевского университета Св. Владимира. В 1839 году он успешно окончил курс кандидатом; в 1837 году его сочинение на тему «Изложить постепенное развитие русской литературы от самых древних памятников ее до XVIII столетия, разделить ход этого развития на периоды и раскрыть характер каждого периода» было отмечено золотой медалью.
Был избран Советом университета и. д. должность адъюнкта и уже с осени 1839 года начал читать лекции, став первым преподавателем Киевского университета, получившем в нём высшее образование. Начал Костырь свое преподавание курсом истории древней русской литературы. Молодой профессор обладал замечательным даром слова и первый курс его пользовался большим успехом. В течение того же учебного года ему поручено было, из-за болезни профессора Максимовича, читать курс теории прозы, поэзии и драмы; этот курс ему удался уже гораздо менее; неподготовленный ещё к самостоятельному изложению таких отвлечённых вопросов, Костырь следовал довольно устарелому уже и в то время руководству Иоанна Георга Зульцера и эстетике Георга Вильгельма Фридриха Гегеля. Достоверно известно, что Костырь увлёкся философией Шуберта и в 1840—1841 годах проводил с посещавшими его студентами «вечера в задушевных беседах о загробной жизни, о месмеризме, о различных видениях».
В 1845 году Н. Т. Костырь защитил диссертацию на степень магистра «О значении Жуковского и Батюшкова в русской литературе», и был избран сотрудником русского отделения королевского общества северных антиквариев в Копенгагене. С момента утверждения в должности адъюнкта в 1846 году он начал читать курсы филологического характера; содержанием их был разбор трудов известнейших русских филологов, объяснение общих филологических понятий и метода сравнительно-исторического языкоисследования. Результатом этих чтений был его новый труд: «Предмет, метод и цели филологического изучения русского языка», который он в 1850 году и защитил на степень доктора славянской филологии; труд этот вызвал, однако, очень веские замечания и возражения со стороны академика Фёдора Ивановича Буслаева. 
Размолвки с высшим учебным начальством и коллегами-профессорами побудили его оставить Киев и в 1851 году Н. Костырь перешёл на службу в Императорский Харьковский университет; там он преподавал всего два года и прочитал только два курса — эстетики (в 1851) и истории русской литературы (в 1852). Вступительная лекция его «о прекрасном в природе и искусстве», по стечению обстоятельств прочитанная в присутствии министра народного просвещения князя Ширинского-Шахматова и попечителя округа Кокошкина, ему чрезвычайно удалась и составила в Харькове своего рода событие. В Харькове он также приобрел любовь слушателей и держался с ними очень близко, что в то время было явлением очень редким. Во время пребывания в Харькове он написал работы: «Учреждение и открытие Харьковского благородного собрания» и «Филологические изыскания в Переяславле и Киеве» (обзор памятников XV—XVI в., хранящихся в Златоверхом монастыре) труды эти напечатаны: один в «Отчёте Харьковского университета за 1851—1852 г.», другой — в «Журнале министерства народного просвещения» (№ 72. — 1853).
По поручению попечителя округа он занимался разбором архивных дел Черниговской губернии, а в последние годы жизни изучал (в физическом отношении) местности Харьковской, Полтавской и Черниговской губерний, для чего совершал путешествия в летнее каникулярное время. Скончался во время поездки в Валки 14 (26) августа 1853 года.